# 玉龙乌头
玉龙乌头（学名：Aconitum stapfianum）为毛茛科乌头属下的一个种。

## 扩展阅读
- 維基物種上的相關：玉龙乌头